# Apanteles megagaster
Apanteles megagaster är en stekelart som beskrevs av De Saeger 1944. Apanteles megagaster ingår i släktet Apanteles och familjen bracksteklar. Inga underarter finns listade i Catalogue of Life.